# 메트로랜드
《메트로랜드》(영어: Metroland)는 줄리언 반스의 1980년 장편소설로, 그의 데뷔작이다. 사춘기 시절 런던 교외 중산층의 부르주아적 삶을 조롱하고 순수와 예술을 옹호했던 소년 크리스의 성장기를 그렸다. 이상과 현실의 대립이 만들어 내는 팽팽한 긴장을 날카롭게 통찰하였다는 평가를 받는다. 대한민국에는 열린책들에서 신재실 번역으로 출간되었다.
1997년 필립 새빌 연출, 크리스천 베일, 에밀리 왓슨 주연의 동명 영화로 만들어졌다.